# Julia Möller (modelo)
Julia Möller Roche (Montevideo, 1949) más conocida como Julia Moller, es una modelo, conductora y empresaria uruguaya.

## Vida
Nacida en Montevideo; su padre fue descendiente de noruegos y su madre hija de la primera legisladora comunista, Julia Arévalo.
Fue elegida Miss Uruguay en el año 1969, y concursó para Miss Universo 1969.
Comenzó su actividad en los medios en el programa «En Vivo y en Directo», en las tardes de Canal 12.Para posteriormente continuar en Canal 4 con su programa Punto Final, en el cual daba cierre a la programación y emisión del canal. En el mismo se desarrollaban noticias y entrevistas, y en la despedida se finalizaba con una reflexión, y la lectura de la programación del canal del día siguiente.El programa finalizaría luego de catorce años de emisión. 
Con posterioridad dirigió el programa en Canal 5 «Periscopio», un programa cultural, y también el programa «El arte y sus protagonistas». Se alejaría de los medios en 2022, tras finalizar el ciclo Periscopio. En 2023 fue reconocida por televisión nacional al conmemorarse el 60 aniversario de Canal 5.